# مامفاكينش
مامفاكينش (تعني بالدارجة المغربية "لن نتنازل") هو موقع إعلام مواطن مغربي أسس في فبراير 2011 في سياق الربيع العربي وخاصة الاحتجاجات المغربية لسنة 2011.

## التأسيس
تأسس موقع مامفاكينش عشية حركة 20 فبراير من طرف مناضلين كان هدفهم خلق منصة للصحافة المواطنة لمواجهة تهميش الأصوات الناقدة.
مامفاكينش مستقلة عن أي هيأة سياسية بالمغرب، وغير مرتبطة بأي حزب أو تنظيم.

## حادثة الرقابة
سنة 2012، نشرت مجلة فورين بوليسي الأمريكية تحقيقا عن الرقابة والتجسس على الإنترنت. تطرق هذا التحقيق إلى القرصنة التي طالت حواسيب بعض من أعضاء مامفاكينش، حيث تم استعمال فيروس قام بقراءة الرسائل الإلكترونيّة المتبادلة بين فريق «مامفاكينش» وسرقة كلمات المرور الخاصة بهم وفتح الميكروفونات والكاميرات الخاصّة بأجهزتهم.
أتبثت الأبحاث لاحقا أن المجلس الأعلى للدفاع الوطني، الذي يديرُ الأجهزة الأمنيّة في المغرب، كان وراء الحادثة.

## وصلات خارجية
- موقع مامفاكينش
- فيسبوك مامفاكينش
- تويتر مامفاكينش